# Tmarus
Tmarus Simon, 1875 è un genere di ragni appartenente alla famiglia Thomisidae.

## Distribuzione
Le 219 specie note di questo genere sono state rinvenute in tutti i continenti ad eccezione del poli: le specie dall'areale più vasto sono la T. horvathi, la T. piger e la T. stellio, rinvenute in molte località dell'intera regione paleartica

## Tassonomia
In un suo recente lavoro del 2010 l'aracnologo Silva-Moreira ha ritenuto che il nome del genere Martus Mello-Leitão, 1943 fosse semplicemente un nomen nudum e rappresentasse un lapsus per Tmarus, di cui è un'anagramma. Questa ipotesi è stata giudicata improbabile da altri aracnologi, comunque la specie tipo Martus albolineatus è stata trasferita al genere Tmarus e sostituita in quanto omonima della preesistente Tmarus albolineatus Keyserling, 1880.
Non sono stati esaminati esemplari di questo genere dal 2014.
A gennaio 2015, si compone di 219 specie e 2 sottospecie:
1. Tmarus aberrans Mello-Leitão, 1944 — Brasile
2. Tmarus aculeatus Chickering, 1950 — Panama
3. Tmarus africanus Lessert, 1919 — Tanzania, Sudafrica
4. Tmarus albidus (L. Koch, 1876) — Queensland
5. Tmarus albifrons Piza, 1944 — Brasile
6. Tmarus albisterni Mello-Leitão, 1942 — Argentina
7. Tmarus albolineatus Keyserling, 1880 — Brasile
8. Tmarus alticola Mello-Leitão, 1929 — Brasile
9. Tmarus amazonicus Mello-Leitão, 1929 — Brasile
10. Tmarus ampullatus Soares, 1943 — Brasile
11. Tmarus angulatus (Walckenaer, 1837) — USA, Canada
12. Tmarus angulifer Simon, 1895 — Queensland
13. Tmarus aporus Soares & Camargo, 1948 — Brasile
14. Tmarus atypicus Mello-Leitão, 1929 — Brasile
15. Tmarus australis Mello-Leitão, 1941 — Argentina
16. Tmarus baptistai Silva-Moreira, 2010 — Brasile
17. Tmarus bedoti Lessert, 1928 — Congo
18. Tmarus berlandi Lessert, 1928 — Congo
19. Tmarus bifasciatus Mello-Leitão, 1929 — Perù, Brasile
20. Tmarus bifidipalpus Mello-Leitão, 1943 — Brasile
21. Tmarus biocellatus Mello-Leitão, 1929 — Brasile
22. Tmarus bisectus Piza, 1944 — Brasile
23. Tmarus borgmeyeri Mello-Leitão, 1929 — Brasile
24. Tmarus bucculentus Chickering, 1950 — Panama
25. Tmarus byssinus Tang & Li, 2009 — Cina
26. Tmarus caeruleus Keyserling, 1880 — Brasile
27. Tmarus cameliformis Millot, 1942 — Africa
28. Tmarus camellinus Mello-Leitão, 1929 — Brasile
29. Tmarus cancellatus Thorell, 1899 — Camerun, Isola di Bioko (Golfo di Guinea)
  - Tmarus cancellatus congoensis Comellini, 1955 — Congo
30. Tmarus candefactus Caporiacco, 1954 — Guiana francese
31. Tmarus candidissimus Mello-Leitão, 1947 — Brasile
32. Tmarus caporiaccoi Comellini, 1955 — Congo
33. Tmarus caretta Mello-Leitão, 1929 — Brasile
34. Tmarus caxambuensis Mello-Leitão, 1929 — Brasile
35. Tmarus cinerascens (L. Koch, 1876) — Queensland
36. Tmarus cinereus Mello-Leitão, 1929 — Brasile, Guyana
37. Tmarus circinalis Song & Chai, 1990 — Cina
38. Tmarus clavimanus Mello-Leitão, 1929 — Brasile
39. Tmarus clavipes Keyserling, 1891 — Brasile
40. Tmarus cognatus Chickering, 1950 — Panama
41. Tmarus comellinii Garcia-Neto, 1989 — dal Congo al Sudafrica
42. Tmarus contortus Chickering, 1950 — Panama
43. Tmarus corruptus O. P.-Cambridge, 1892 — Messico, Panama
44. Tmarus craneae Chickering, 1965 — Trinidad
45. Tmarus cretatus Chickering, 1965 — Panama
46. Tmarus curvus Chickering, 1950 — Panama
47. Tmarus decens O. P.-Cambridge, 1892 — Panama
48. Tmarus decoloratus Keyserling, 1883 — Perù
49. Tmarus decorus Chickering, 1965 — Panama
50. Tmarus dejectus (O. P.-Cambridge, 1885) — India
51. Tmarus digitatus Mello-Leitão, 1929 — Brasile
52. Tmarus digitiformis Yang, Zhu & Song, 2005 — Cina
53. Tmarus dostinikus Barrion & Litsinger, 1995 — Filippine
54. Tmarus ehecatltocatl Jiménez, 1992 — Messico
55. Tmarus elongatus Mello-Leitão, 1929 — Brasile
56. Tmarus eques Thorell, 1890 — Giava
57. Tmarus espiritosantensis Soares & Soares, 1946 — Brasile
58. Tmarus estyliferus Mello-Leitão, 1929 — Brasile
59. Tmarus fallax Mello-Leitão, 1929 — Brasile, Guyana
60. Tmarus farri Chickering, 1965 — Giamaica
61. Tmarus fasciolatus Simon, 1906 — India
62. Tmarus femellus Caporiacco, 1941 — Etiopia
63. Tmarus floridensis Keyserling, 1884 — USA
64. Tmarus foliatus Lessert, 1928 — Africa, Isole Comore
65. Tmarus formosus Mello-Leitão, 1917 — Brasile
66. Tmarus gajdosi Marusik & Logunov, 2002 — Mongolia
67. Tmarus galapagosensis Baert, 2013 — isole Galapagos
68. Tmarus geayi Caporiacco, 1954 — Guiana francese
69. Tmarus gladiatus Tang & Li, 2010 — Cina
70. Tmarus grandis Mello-Leitão, 1929 — Brasile
71. Tmarus guineensis Millot, 1942 — dalla Guinea al Sudafrica
72. Tmarus hastatus Tang & Li, 2009 — Cina
73. Tmarus hazevensis Levy, 1973 — Israele
74. Tmarus hirsutus Mello-Leitão, 1929 — Brasile
75. Tmarus holmbergi Schiapelli & Gerschman, 1941 — Argentina
76. Tmarus homanni Chrysanthus, 1964 — Nuova Guinea
77. Tmarus horvathi Kulczyński, 1895 — Regione paleartica
78. Tmarus humphreyi Chickering, 1965 — Panama
79. Tmarus hystrix Caporiacco, 1954 — Guiana francese
80. Tmarus impedus Chickering, 1965 — Panama
81. Tmarus incertus Keyserling, 1880 — Colombia
82. Tmarus incognitus Mello-Leitão, 1929 — Brasile
83. Tmarus ineptus O. P.-Cambridge, 1892 — Panama
84. Tmarus infrasigillatus Mello-Leitão, 1947 — Brasile
85. Tmarus innotus Chickering, 1965 — Panama
86. Tmarus innumus Chickering, 1965 — Panama
87. Tmarus insuetus Chickering, 1965 — Trinidad
88. Tmarus intentus O. P.-Cambridge, 1892 — Guatemala, Panama
89. Tmarus interritus Keyserling, 1880 — Panama, Brasile
90. Tmarus jabalpurensis Gajbe & Gajbe, 1999 — India
91. Tmarus jelskii (Taczanowski, 1872) — Guiana francese
92. Tmarus jocosus O. P.-Cambridge, 1898 — Costa Rica
93. Tmarus karolae Jézéquel, 1964 — Costa d'Avorio
94. Tmarus komi Ono, 1996 — Isole Ryukyu
95. Tmarus koreanus Paik, 1973 — Cina, Corea
96. Tmarus kotigeharus Tikader, 1963 — India
97. Tmarus lanyu Zhang, Zhu & Tso, 2006 — Taiwan
98. Tmarus lapadui Jézéquel, 1964 — Costa d'Avorio
99. Tmarus latifrons Thorell, 1895 — Birmania, Isola di Krakatoa
100. Tmarus lawrencei Comellini, 1955 — Congo
101. Tmarus levii Chickering, 1965 — Panama
102. Tmarus lichenoides Mello-Leitão, 1929 — Brasile
103. Tmarus littoralis Keyserling, 1880 — Brasile
104. Tmarus locketi Millot, 1942 — Africa occidentale e centrale
  - Tmarus locketi djuguensis Comellini, 1955 — Congo
105. Tmarus longicaudatus Millot, 1942 — Africa occidentale, Arabia Saudita
106. Tmarus longipes Caporiacco, 1947 — Africa orientale
107. Tmarus longqicus Song & Zhu, 1993 — Cina
108. Tmarus longus Chickering, 1965 — Panama
109. Tmarus loriae Thorell, 1890 — Malaysia
110. Tmarus macilentus (L. Koch, 1876) — Queensland
111. Tmarus maculosus Keyserling, 1880 — Colombia
112. Tmarus makiharai Ono, 1988 — Giappone
113. Tmarus malleti Lessert, 1919 — Africa orientale e centrale
114. Tmarus marmoreus (L. Koch, 1876) — Queensland
115. Tmarus menglae Song & Zhao, 1994 — Cina
116. Tmarus menotus Chickering, 1965 — Giamaica
117. Tmarus metropolitanus Mello-Leitão, 1929 — Brasile
118. Tmarus milloti Comellini, 1955 — Camerun, Congo
119. Tmarus minensis Mello-Leitão, 1929 — Brasile
120. Tmarus minutus Banks, 1904 — USA
121. Tmarus misumenoides Mello-Leitão, 1927 — Brasile
122. Tmarus montericensis Keyserling, 1880 — Perù
123. Tmarus morosus Chickering, 1950 — Panama
124. Tmarus mourei Mello-Leitão, 1947 — Brasile
125. Tmarus mundulus O. P.-Cambridge, 1892 — Panama
126. Tmarus mutabilis Soares, 1944 — Brasile
127. Tmarus natalensis Lessert, 1925 — Sudafrica
128. Tmarus neocaledonicus Kritscher, 1966 — Nuova Caledonia
129. Tmarus nigrescens Mello-Leitão, 1929 — Brasile
130. Tmarus nigridorsi Mello-Leitão, 1929 — Brasile
131. Tmarus nigristernus Caporiacco, 1947 — Uganda
132. Tmarus nigrofasciatus Mello-Leitão, 1929 — Brasile
133. Tmarus nigroviridis Mello-Leitão, 1929 — Brasile
134. Tmarus ningshaanensis Wang & Xi, 1998 — Cina
135. Tmarus obesus Mello-Leitão, 1929 — Brasile, Guiana francese
136. Tmarus oblectator Logunov, 1992 — Russia
137. Tmarus obsecus Chickering, 1965 — Panama
138. Tmarus orientalis Schenkel, 1963 — Cina, Corea
139. Tmarus pallidus Mello-Leitão, 1929 — Brasile
140. Tmarus parallelus Mello-Leitão, 1943 — Brasile
141. Tmarus parki Chickering, 1950 — Panama
142. Tmarus paulensis Piza, 1935 — Brasile
143. Tmarus pauper O. P.-Cambridge, 1892 — Panama
144. Tmarus perditus Mello-Leitão, 1929 — Brasile
145. Tmarus peregrinus Chickering, 1950 — Panama
146. Tmarus peruvianus Berland, 1913 — Perù
147. Tmarus piger (Walckenaer, 1802)[2] — Regione paleartica
148. Tmarus piochardi (Simon, 1866) — Mediterraneo
149. Tmarus pizai Soares, 1941 — Brasile
150. Tmarus planetarius Simon, 1903 — Africa
151. Tmarus planifrons Mello-Leitão, 1943 — Brasile
152. Tmarus planquettei Jézéquel, 1966 — Costa d'Avorio
153. Tmarus pleuronotatus Mello-Leitão, 1941 — Brasile
154. Tmarus plurituberculatus Mello-Leitão, 1929 — Brasile
155. Tmarus polyandrus Mello-Leitão, 1929 — Brasile
156. Tmarus posticatus Simon, 1929 — Brasile
157. Tmarus primitivus Mello-Leitão, 1929 — Brasile
158. Tmarus probus Chickering, 1950 — Panama
159. Tmarus productus Chickering, 1950 — Panama
160. Tmarus prognathus Simon, 1929 — Brasile
161. Tmarus projectus (L. Koch, 1876) — Queensland
162. Tmarus protobius Chickering, 1965 — Panama
163. Tmarus pugnax Mello-Leitão, 1929 — Brasile
164. Tmarus pulchripes Thorell, 1894 — Singapore
165. Tmarus punctatissimus (Simon, 1870) — Spagna
166. Tmarus punctatus (Nicolet, 1849) — Cile
167. Tmarus qinlingensis Song & Wang, 1994 — Cina
168. Tmarus rainbowi Mello-Leitão, 1929 — Australia Meridionale
169. Tmarus rarus Soares & Soares, 1946 — Brasile
170. Tmarus riccii Caporiacco, 1941 — Etiopia
171. Tmarus rimosus Paik, 1973 — Russia, Cina, Corea, Giappone
172. Tmarus rubinus Chickering, 1965 — Panama
173. Tmarus rubromaculatus Keyserling, 1880 — USA
174. Tmarus salai Schick, 1965 — USA
175. Tmarus schoutedeni Comellini, 1955 — Congo
176. Tmarus semiroseus Simon, 1909 — Vietnam
177. Tmarus separatus Banks, 1898 — Panama
178. Tmarus serratus Yang, Zhu & Song, 2005 — Cina
179. Tmarus shimojanai Ono, 1997 — Isole Ryukyu
180. Tmarus sigillatus Chickering, 1950 — Panama
181. Tmarus simoni Comellini, 1955 — Sierra Leone
182. Tmarus songi Han & Zhu, 2009 — Cina
183. Tmarus soricinus Simon, 1906 — India
184. Tmarus spicatus Tang & Li, 2009 — Cina
185. Tmarus spinosus Comellini, 1955 — Congo
186. Tmarus srisailamensis Rao et al., 2006 — India
187. Tmarus staintoni (O. P.-Cambridge, 1873) — Spagna, Francia, Algeria
188. Tmarus stellio Simon, 1875 — Regione paleartica
189. Tmarus stolzmanni Keyserling, 1880 — Perù, Isole Galapagos
190. Tmarus striolatus Mello-Leitão, 1943 — Brasile
191. Tmarus studiosus O. P.-Cambridge, 1892 — Panama
192. Tmarus taibaiensis Song & Wang, 1994 — Cina
193. Tmarus taishanensis Zhu & Wen, 1981 — Russia, Cina
194. Tmarus taiwanus Ono, 1977 — Taiwan
195. Tmarus tamazolinus Jiménez, 1988 — Messico
196. Tmarus thorelli Comellini, 1955 — Congo
197. Tmarus tinctus Keyserling, 1880 — Perù
198. Tmarus tonkinus Simon, 1909 — Vietnam
199. Tmarus toschii Caporiacco, 1949 — Kenya
200. Tmarus trifidus Mello-Leitão, 1929 — Brasile
201. Tmarus trituberculatus Mello-Leitão, 1929 — Brasile
202. Tmarus truncatus (L. Koch, 1876) — Queensland
203. Tmarus tuberculitibiis Caporiacco, 1940 — Etiopia
204. Tmarus undatus Tang & Li, 2009 — Cina
205. Tmarus unicus Gertsch, 1936 — USA
206. Tmarus vachoni Millot, 1942 — Costa d'Avorio
207. Tmarus variabilis (L. Koch, 1876) — Queensland
208. Tmarus variatus Keyserling, 1891 — Brasile
209. Tmarus verrucosus Mello-Leitão, 1948 — Guyana
210. Tmarus vertumus Chickering, 1965 — Porto Rico
211. Tmarus vexillifer (Butler, 1876) — Isola Rodrigues (Isole Mascarene)
212. Tmarus villasboasi Mello-Leitão, 1949 — Brasile
213. Tmarus viridis Keyserling, 1880 — Perù, Brasile
214. Tmarus vitusus Chickering, 1965 — Panama
215. Tmarus wiedenmeyeri Schenkel, 1953 — Venezuela
216. Tmarus yaginumai Ono, 1977 — Giappone
217. Tmarus yani Yin et al., 2004 — Cina
218. Tmarus yerohamus Levy, 1973 — Israele
219. Tmarus yiminhensis Zhu & Wen, 1981 — Cina

### Specie trasferite
- Tmarus gongi Yin et al., 2004; trasferita al genere Philodamia Thorell, 1894[1].
- Tmarus pachpediensis Tikader, 1980; trasferita al genere Monaeses Thorell, 1869[1].

### Sinonimi
- Tmarus amoenus Kishida, 1931; posta in sinonimia con T. piger (Walckenaer, 1802) a seguito di uno studio dell'aracnologo Ono del 1977[1].
- Tmarus bonneti Lessert, 1943; posta in sinonimia con T. cameliformis Millot, 1942 a seguito di un lavoro dell'aracnologa Dippenaar-Schoeman del 1985.
- Tmarus hanrasanensis Paik, 1973; posta in sinonimia con T. horvathi Kulczyński, 1895 a seguito di un lavoro degli aracnologi Logunov & Marusik del 1990.
- Tmarus lapidarius (Lucas, 1846); posta in sinonimia con Tmarus piger (Walckenaer, 1802) a seguito di un lavoro di Urones del 1996.
- Tmarus lesserti Lawrence, 1942; posta in sinonimia con T. planetarius Simon, 1903 a seguito di uno studio della Dippenaar-Schoeman del 1985.
- Tmarus pauliani Millot, 1941; posta in sinonimia con Tmarus planetarius Simon, 1903 a seguito di un lavoro dell'aracnologo Comellini del 1955.
- Tmarus piochardi judaorum Strand, 1915; posta in sinonimia con T. piochardi (Simon, 1866) a seguito di uno studio di Levy del 1973.
- Tmarus polonicus Taczanowski, 1867, trasferita dal genere Xysticus e posta in sinonimia con Tmarus piger (Walckenaer, 1802) a seguito di un lavoro degli aracnologi Prószynski & Starega del 1971.
- Tmarus semicretaceus Simon, 1907; posta in sinonimia con T. cancellatus Thorell, 1899 a seguito di un lavoro di Comellini del 1955.

### Omonimi
- Tmarus albolineatus (Mello-Leitão, 1943); la denominazione originaria era Martus albolineatus. Nel passaggio al genere Tmarus (anagramma di Martus), poiché tale denominazione era già stata adottata da Keyserling nel 1880, questi esemplari sono stati ridenominati come T. baptistai Silva-Moreira, 2010[1].
- Tmarus hirsutus Comellini, 1955; tale denominazione era già stata adottata da Mello-Leitão nel 1929, per cui è stato necessario ridenominare questi esemplari come T. comellinii[1].

### Nomen dubium
- Tmarus crucifer Lawrence, 1927: esemplare juvenile, reperito in Namibia; a seguito di un lavoro dell'aracnologa Dippenaar-Schoeman del 1985, è da ritenersi nomen dubium[1].

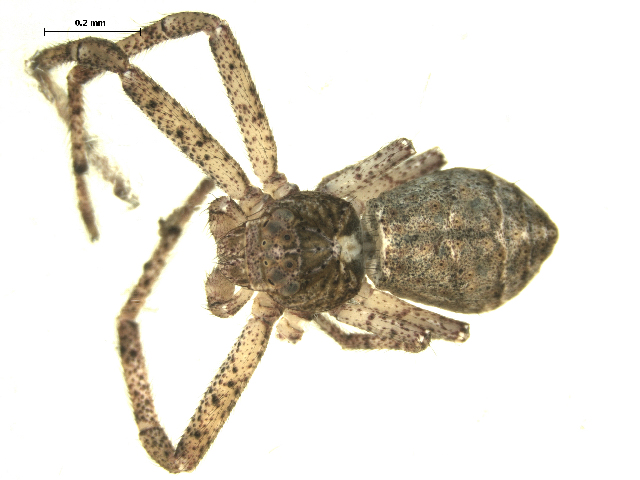
Tmarus angulatus
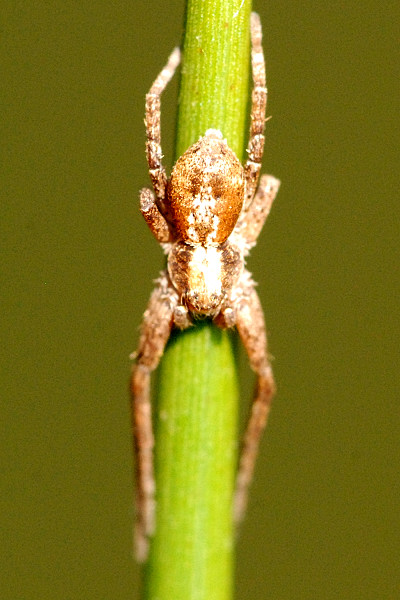
Tmarus piger
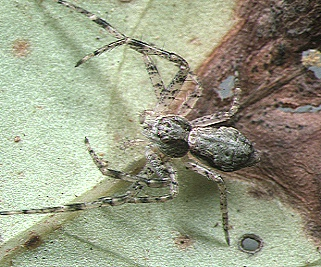
Tmarus shimojanai, femmina
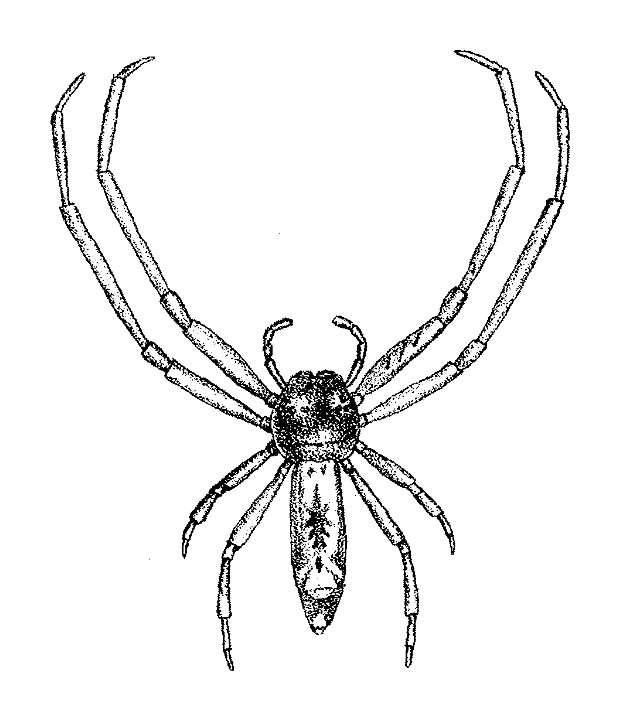
Tmarus vexillifer, disegno di Butler del 1879